# 敦拉薩號潛艇
敦拉萨号，是2002年6月5日，马来西亚委托法国海軍集團及西班牙的納凡蒂亞公司建造的二艘鲉鱼级潜艇之一，也是马来西亚海军拥有正规作战能力的第二艘潜水艇，以第二任马来西亚首相敦阿都拉萨的名字命名。